# Станчикас, Антанас Юозович
Антанас Юозович Станчикас — советский литовский хозяйственный деятель, Герой Социалистического Труда.

## Биография
Родился в 1899 году в Жвирбалчюе.
В 1949—1974 — колхозник, звеньевой, бригадир колхоза «Жлибинай» Плунгеского района Литовской ССР
Указом Президиума Верховного Совета СССР от 1 октября 1965 года присвоено звание Героя Социалистического Труда с вручением ордена Ленина и золотой медали «Серп и Молот».
Умер в 1974 году в Жлибиняе.

## Награды и звания
- Герой Социалистического Труда (01.10.1965)
- Орден Ленина (01.10.1965)